# Conistra ligula
Conistra ligula är en fjärilsart som beskrevs av Eugen Johann Christoph Esper 1794. Conistra ligula ingår i släktet Conistra och familjen nattflyn. Inga underarter finns listade i Catalogue of Life.

## Bildgalleri

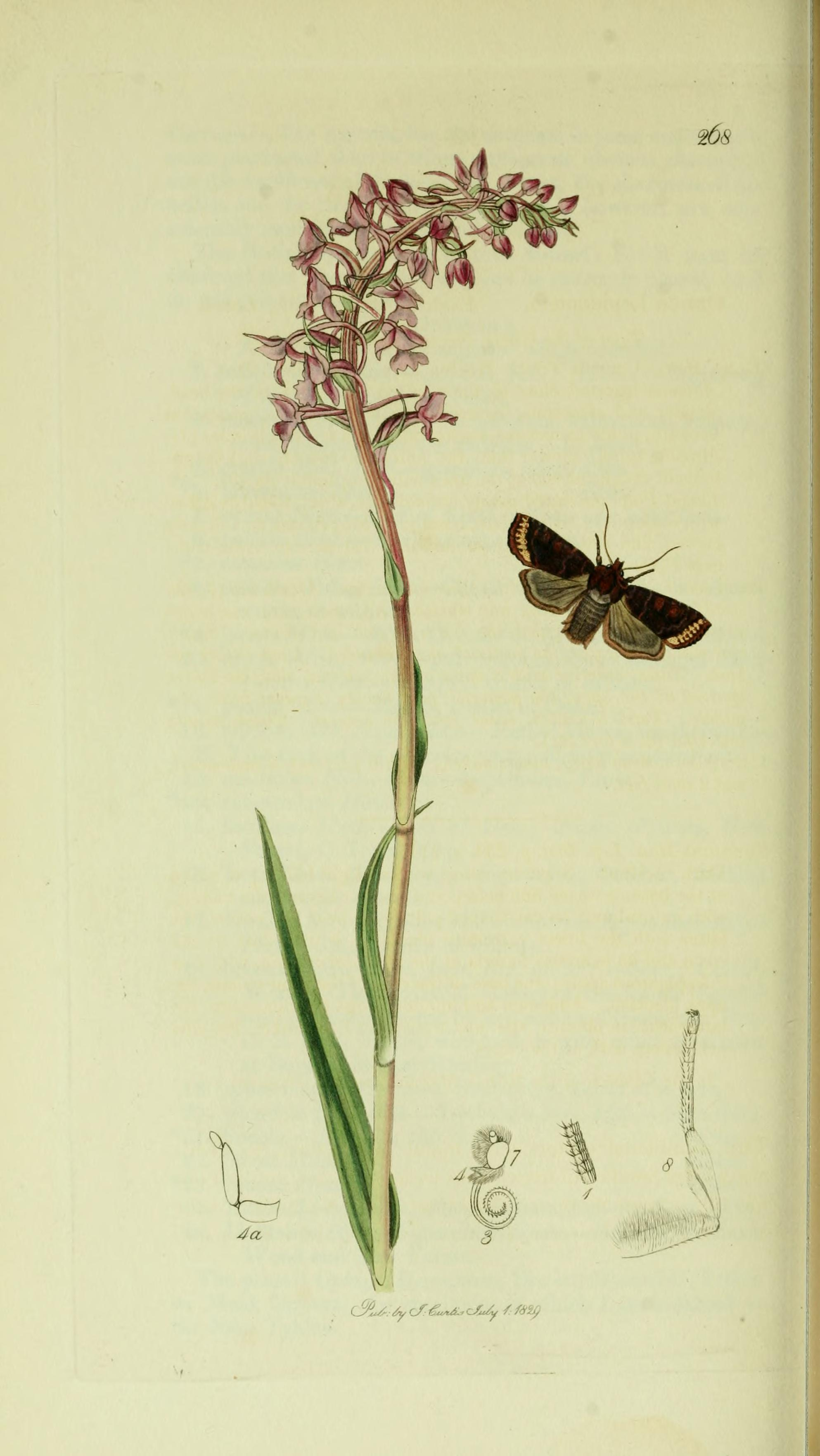